# Volkswagen Gol AB9
El Volkswagen Gol AB9 es un automóvil de turismo del segmento B, producido en Brasil por la filial local del fabricante alemán Volkswagen. Este coche fue la segunda generación del modelo Volkswagen Gol y fue presentado en el año 1994. Esta generación supuso un cambio radical en la fisonomía del modelo, presentando un nuevo diseño de carrocería de dimensiones más amplias que su antecesor, pero manteniendo su base mecánica.
Este nuevo Gol fue proyectado sobre una versión mejorada de la plataforma BX de la generación anterior, pero fue codificado con las siglas AB9. A pesar de presentar un diseño más amplio en cuanto a ancho, alto y batalla, este Gol era unos centímetros más corto que su predecesor, aun así, su renovado diseño le confería una mayor aerodinamia.
A lo largo de su comercialización, a esta generación se la dividió en tres subgeneraciones, las cuales fueron conocidas como G2 (1994-2005), G3 (1999-2005) y G4 (2005-2013). Asimismo y al igual que su predecesor, desarrolló otros tipos de carrocería con diferente nomenclatura, presentando las versiones pickup Saveiro y la rural Parati (Gol Country en Argentina), pero en contrapartida, no presentó una versión sedán, por lo que no existió en esta generación una versión de Volkswagen Voyage. A su vez y en favor de suplir esta vacante, una novedad que presentó esta generación fue la incorporación de versiones 5 puertas para los modelos Gol y Parati, siendo la primera vez que para estos coches se presentaban opciones de carrocerías con acceso directo a las plazas traseras a través de puertas.
Con sus múltiples versiones y modificaciones, esta generación de Gol finalmente fue discontinuada en el año 2014, habiendo convivido en ventas con su sucesora tercera generación, la cual fue lanzada en 2008 como Volkswagen Gol NF.

## Historia
Volkswagen lanzó la nueva generación del Gol en septiembre de 1994. La plataforma del nuevo modelo era una versión mejorada de la de la primera generación. El coeficiente aerodinámico Cx bajó en un 25%, de 0,45 a 0,34, y su distancia entre ejes alargada permitió aumentar el espacio interno, el cual era un punto débil del modelo anterior. Por esta misma razón, la segunda generación del Gol heredó de su antecesor la disposición longitudinal del motor, algo curioso en un mercado donde todos sus rivales ya contaban con motor transversal.
A los iniciales Gol y Parati de tres puertas se agregaron los cinco puertas en 1997. También existió el Saveiro, pero no se fabricó ningún sedán basado en la segunda generación del Gol, sino que el Volkswagen Polo Classic con carrocería sedán de cuatro puertas tomó el lugar de la primera generación del Voyage. El Parati fue vendido en Argentina como el Gol Country.

#### Motorizaciones
Los motores de gasolina eran inicialmente el AP1600 de 1.6 litros de 78 CV y el AP1800 1.8 litros de 94 CV, ambos con inyección electrónica mono punto. 

Más tarde en el 97 se incorporó un sistema de inyección multipunto Magnetti-Marelli, quedando el 1.6 Mi con 92 CV y el 1.8 Mi con 105 CV. El motor diésel de 1.6 L de la primera generación del Gol fue reemplazado en 1998 por un 1.9 litros de 64 CV de potencia máx.

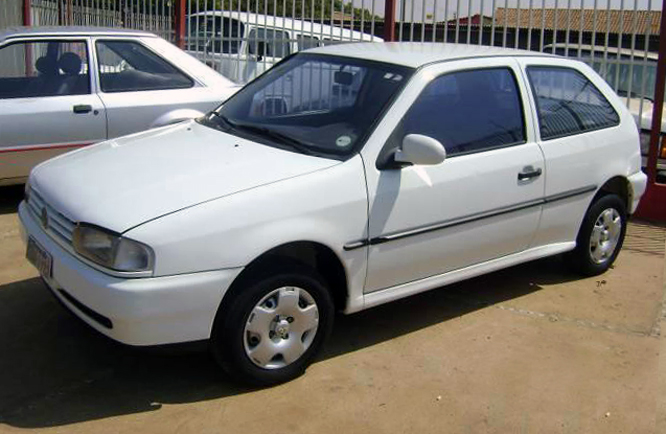
Volkswagen Gol 3 puertas (1994-2005)
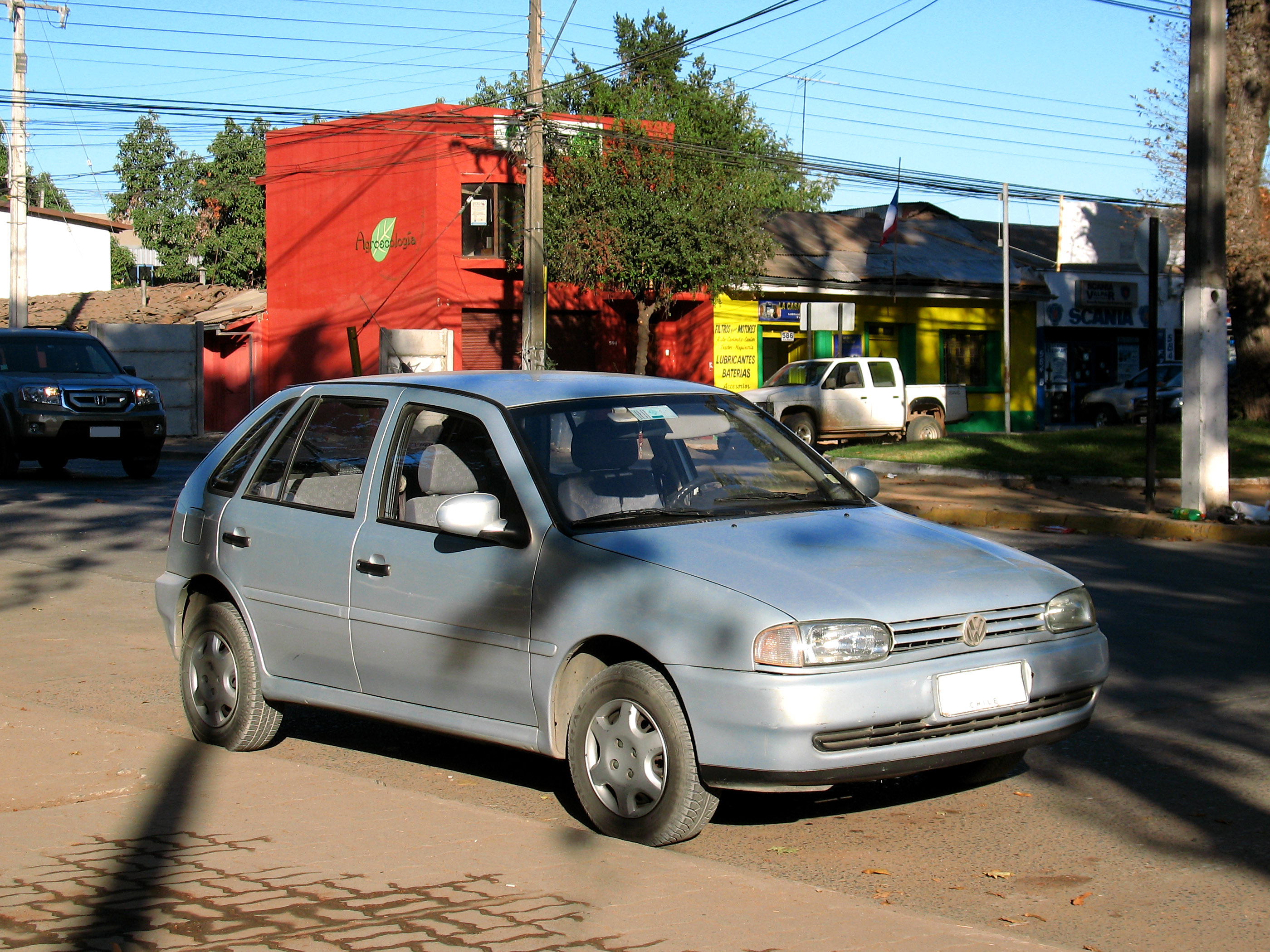
Volkswagen Gol 5 puertas (1997-1999)
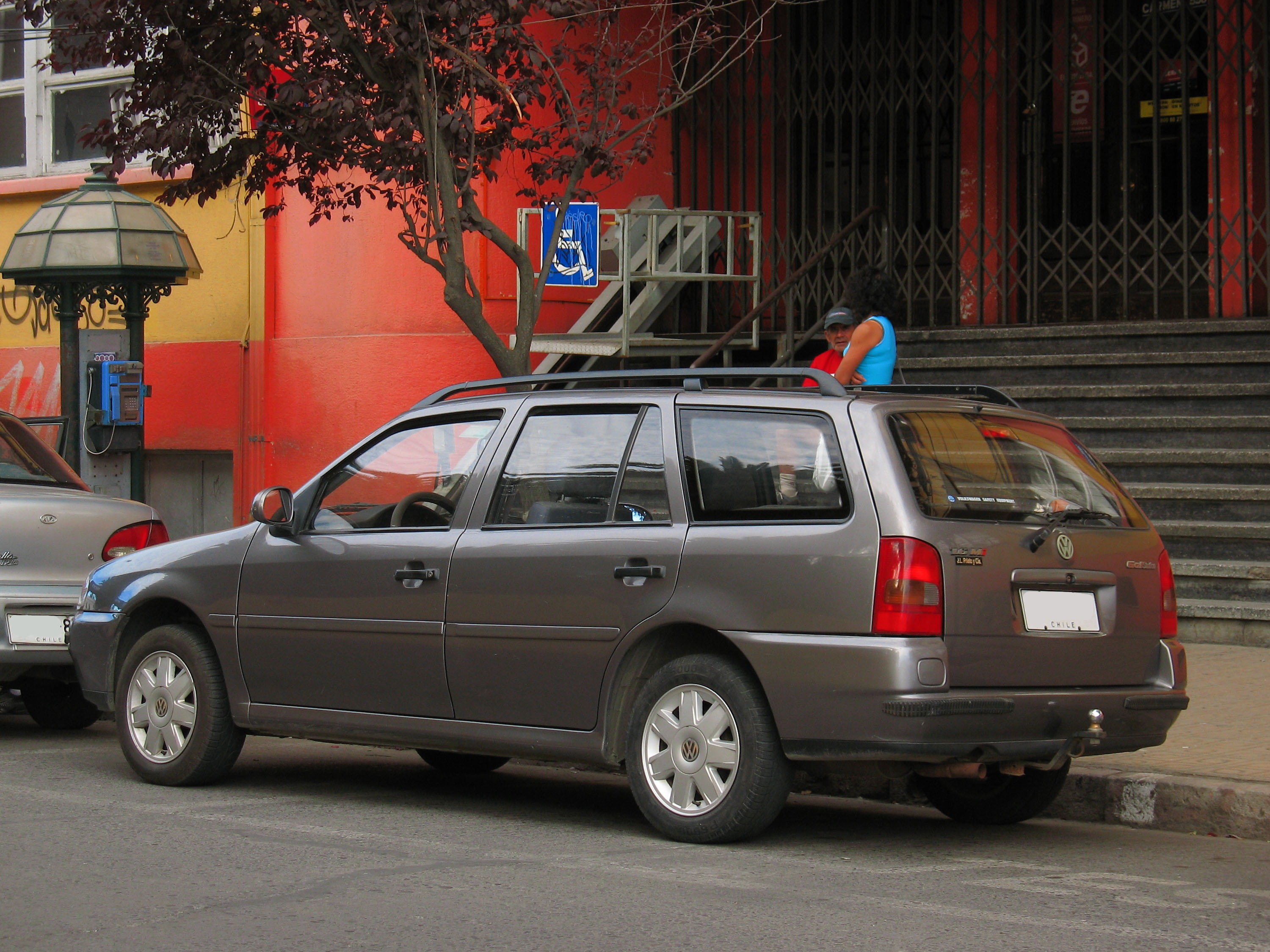
Volkswagen Gol Country (Familiar) 5 puertas

#### Versiones deportivas
En 1995 Volkswagen Brasil desarrolló el Gol GTI 2000, con una potencia máxima de 112 CV. Tenía un alerón integrado en el vidrio como continuación del techo y con luz de freno, llantas de aleación y butacas Recaro; también incorporaba aire acondicionado, dirección hidráulica y elevalunas y espejos eléctricos.
En 1996 se tomaron los motores de gasolina alemanes de 2.0 litros de cilindrada, dieciséis válvulas y 145 CV de potencia para crear el Gol GTI 16V. Los Gol y Saveiro TSi, con potencia y equipamiento intermedio entre los GLi y GTI, fueron fabricados por poco tiempo.
En 1997 se lanzan el Gol 1.8Mi y el Gol 1.8Mi High Torque, con equipamiento similar al GTI con algunas diferencias, interior (tablero fondo negro y butacas de pana), exterior sin faldones aero, llantas especiales 14 pulgadas de aleación de magnesio, mecánicamente el motor es el AP1800HT (High Torque) inyección electrónica multipunto Magnetti Marelli de alto rendimiento, árbol de levas G47 "Brava" de 117 CV/ 7300 rpm con una compresión de 9.9 a 1 para la versión High Torque, superando al AP2000 de 115 CV/ 6500 rpm del GTI 2ª generación y solo 8 CV menos que la versión GTi de 125 CV/ 7000 rpm de la 1.ª generación del Gol.
La versión 1.8 Mi cuenta con 105 CV/ 7000 rpm.

### Gol G3 (1999-2005)
El Gol 3 es una profunda reestilización de la segunda generación del Gol. Se redondeó más el diseño exterior, se reemplazaron asientos, paneles interiores, los faros y la instrumentación, ahora con números azules (salvo el Gol Lammy de 1999, que posee iluminación verde).
En 2003 un Gol recorrió 25.000 km en el Autódromo José Carlos Pace sin detenerse logrando así una importante marca a nivel mundial.

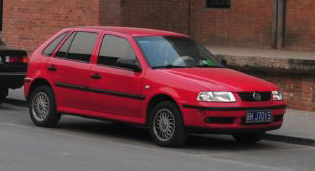
VW Gol G3 (1999-2002)
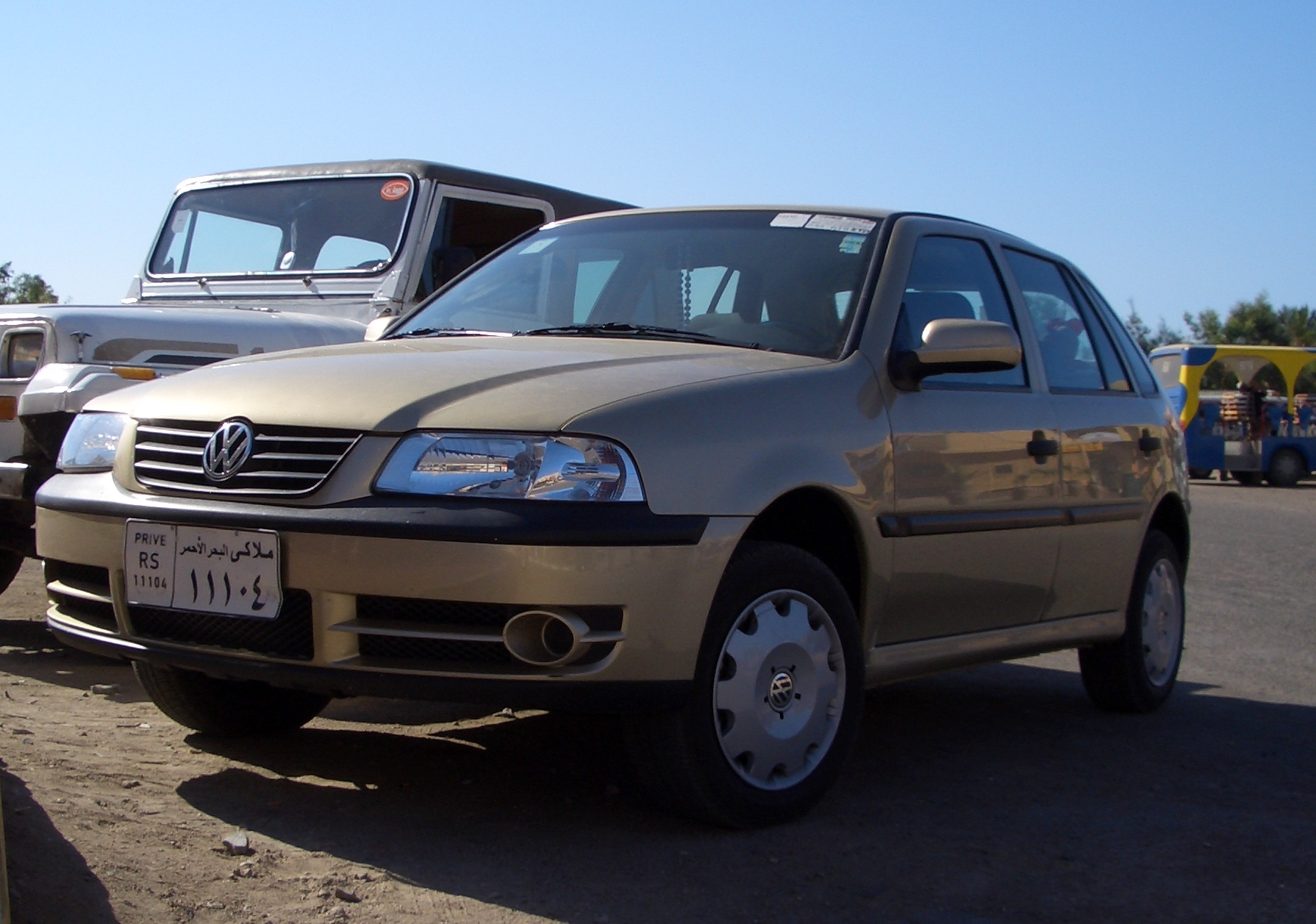
VW Gol G3 (2002-2005)
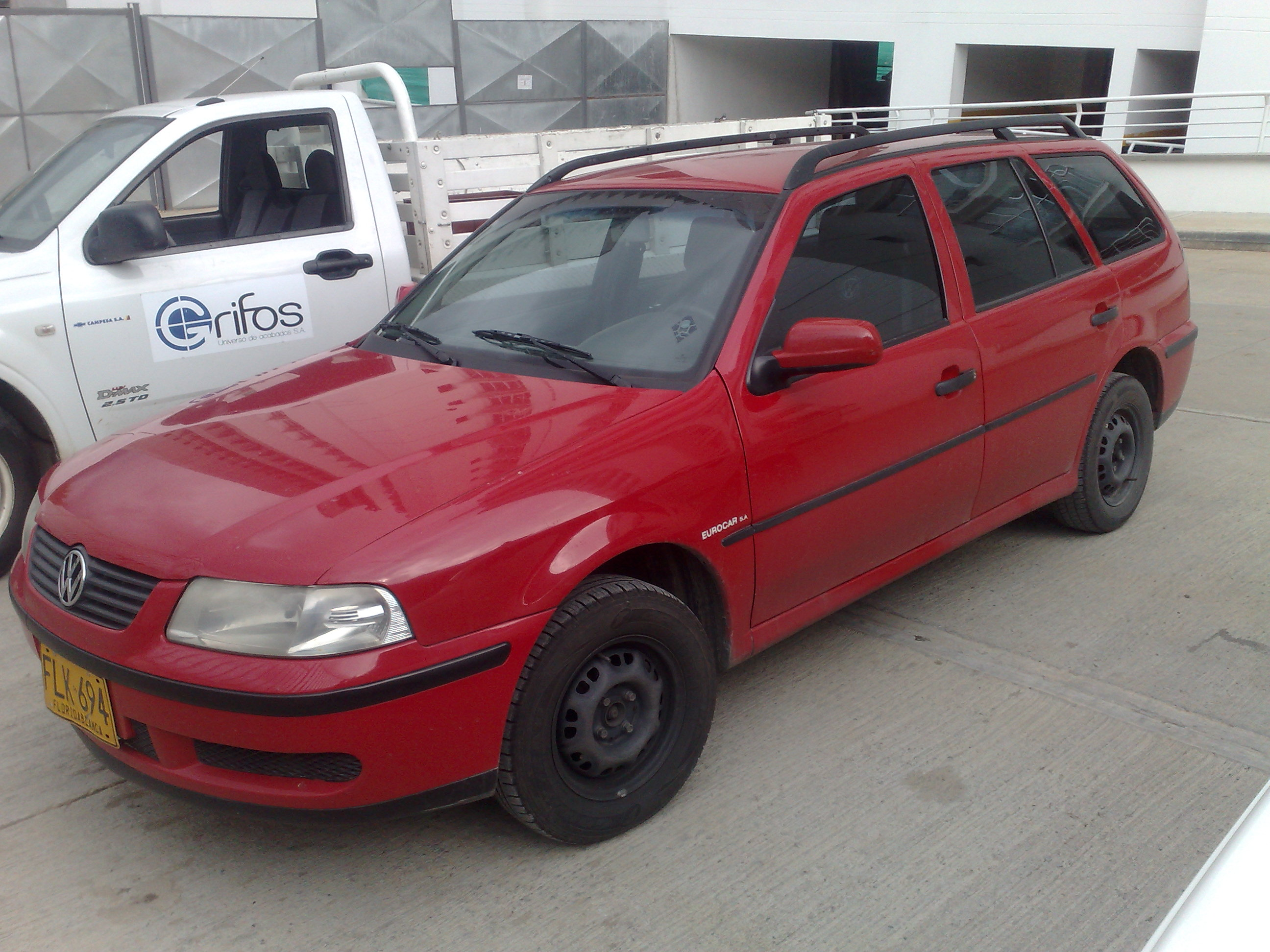
VW Parati (Familiar) 5 puertas
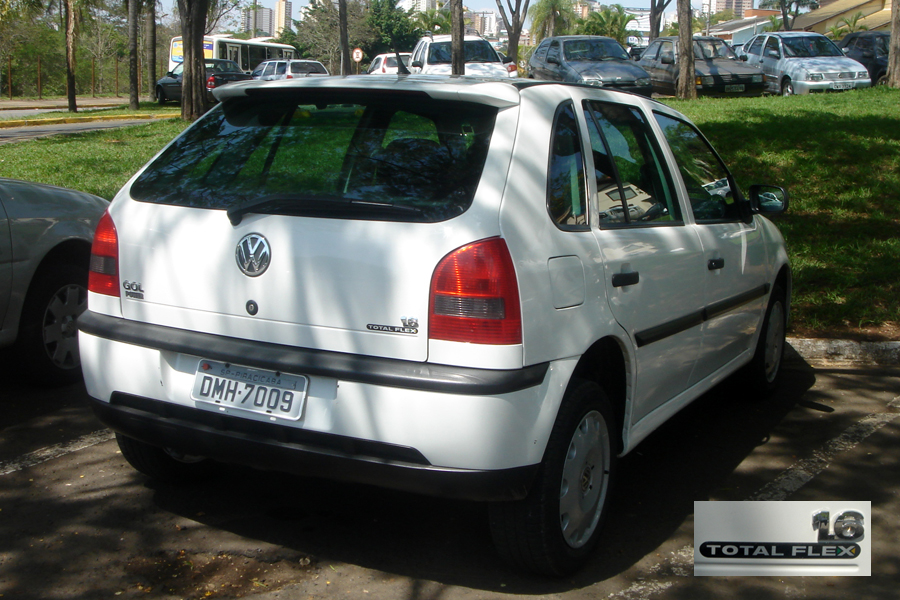
VW Gol G3

#### Motorizaciones
Mejoras en los motores de gasolina llevaron las potencias máximas a 55, 93, 100 y 145 CV para los 1.0, 1.6, 1.8 y 2.0 16v GTI litros respectivamente, y se mantuvo el diésel de 1.9 litros y 64 CV.
Debido a las extensiones impositivas, se empezaron a fabricar en Brasil versiones con motores potentes de 1.0 litros de cilindrada. Un dieciséis válvulas de 76 CV de potencia máxima fue lanzado en el año 2000, con una velocidad final de 164 km/h. El Gol 1.0 16V Turbo de 100 CV fue el primer automóvil con turbocompresor fabricado en Brasil. Su velocidad máxima era de 193 km/h.
En 2003 se estrenó en Brasil el primer motor de biocombustible "Total Flex", que funciona indistintamente con etanol y gasolina--.

#### Crisis en las ventas
La crisis económica del Mercosur, que comenzó en 1999 con la devaluación de Brasil, afectó profundamente las ventas en todos los países. Para paliar esto, se aumentó la variedad de versiones económicas. Para 2002 se descontinuó el GTI 2.0 16V, el gasolina de 1.8 litros fue retirado de algunos mercados, y se hizo una reestilización muy superficial, excepto en la Parati que recibió una trasera totalmente nueva. Al año siguiente se interrumpió la fabricación del Gol en Argentina.

### Gol G4 (2005-2013)
La tercera reestilización de la segunda generación, lanzado en julio de 2005, marca una nueva reestilización de la segunda generación. Las luces y la parrilla se asemejan a las del Volkswagen Fox, y los paragolpes fueron modificados. Respecto al interior, el panel de instrumentos fue rediseñado, tomando elementos del Fox. En 2011 se lanzó una nueva motorización, que cumple con las normas europeas de emisiones, de 1.4L con 83CV.

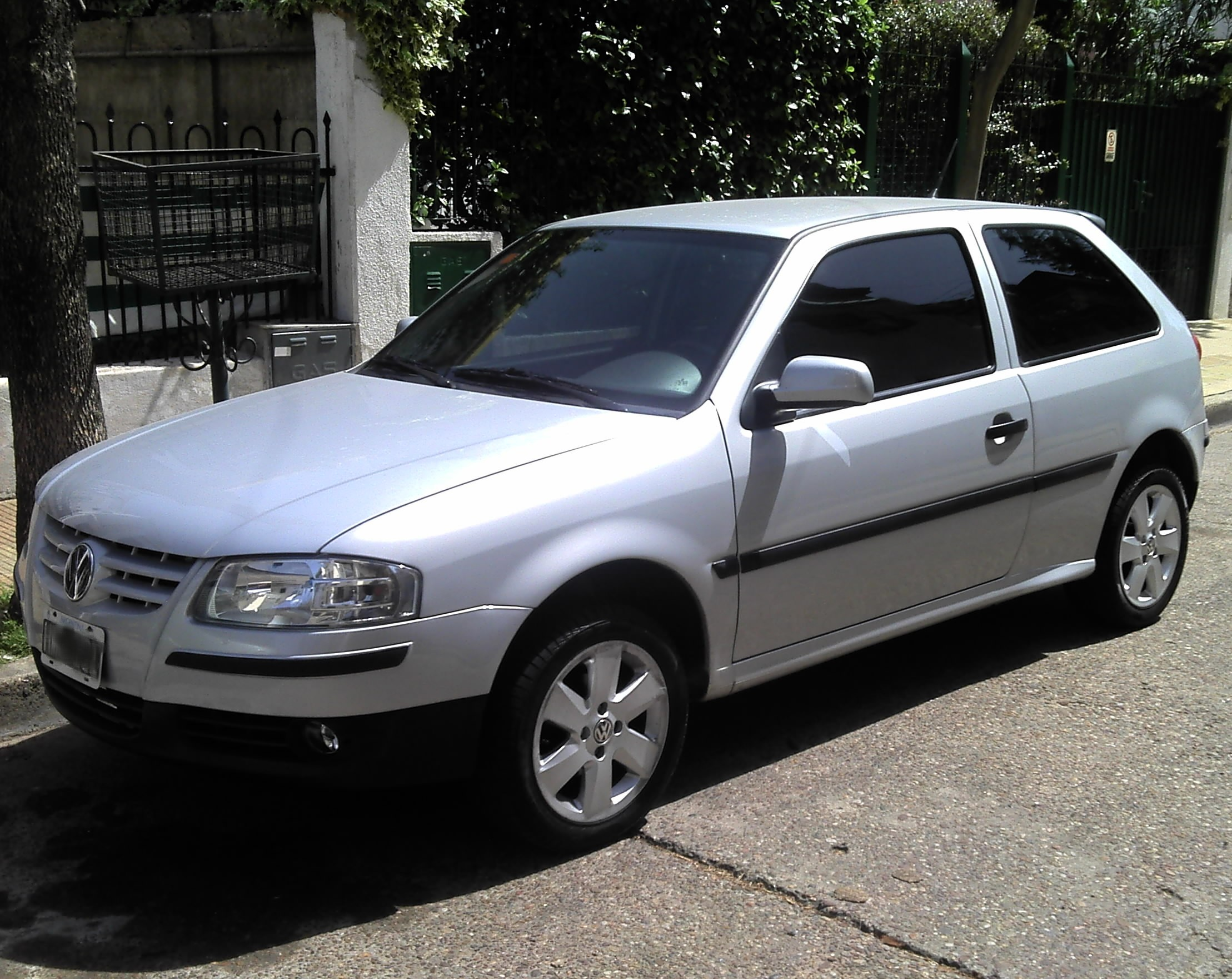
Volkswagen Gol G4 Trendline Plus
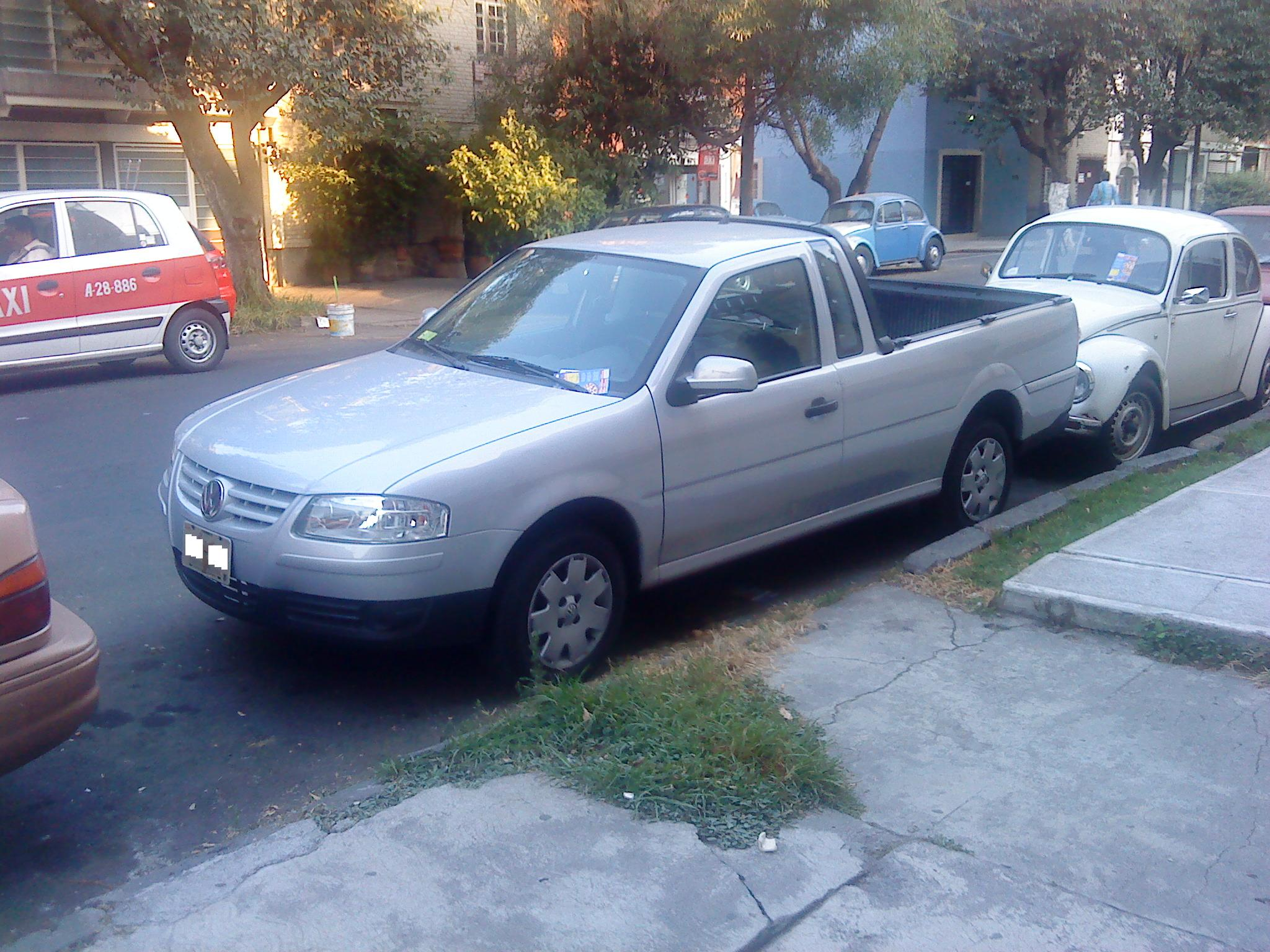
Volkswagen Saveiro G4

### El Gol en Argentina
En agosto de 1991 se comenzó a exportar el Gol a Argentina; la publicidad apuntó a los jóvenes de clase media que quieren comprar su primer auto. Los GL y GTi se convirtieron en éxito de ventas en pocos meses.
Estos "GL" eran importados con el motor CHT y con interiores en pana.
En mayo de 1993 se empezó a fabricar en General Pacheco las versiones CL y GL con el antiguo AP1600 de 82 CV. 
Las motorizaciones de la nueva generación incluían para los gasolina de 1.6 y 1.8 L de cilindrada. 
Miles de Gol fueron construidos hasta 1997. 
En julio de 1995, se presentó el Gol G2 con las versiones CLi, GLi y GTi. 
También, se sumaron versiones Diesel (CLD y GLD; Base y Full), que fueron exitosas junto con algunas 1.0 litros de cilindrada, las cuales fueron menos exitosas.
Las versiones deportivas del Gol y la Parati (vendida como Gol Country) no fueron fabricadas en Argentina.
La fabricación de las versiones de 3 y 5 puertas terminó a fines de 2003, dando lugar a mayor capacidad de producción para el Volkswagen Polo Classic y la Caddy.
Tras el cese de la producción del Gol G3 en Argentina, la comercialización continuó gracias a la importación desde el Brasil. 
Esta temática se mantuvo también durante la producción de la versión Gol G4, la cual se ofreció con dos niveles de equipamiento: Power y Trendline. 
De estas dos, la primera pasó a ser la carta de identificación de esta generación de Gol, aún después del lanzamiento de la tercera generación, o Gol G5. 
En efecto, esta última generación fue presentada con nivel de equipamiento Trendline, por lo que comercialmente pasó a ser conocida como Gol Trend, mientras que el G4 era conocido como Gol Power. 
Finalmente, a fines de 2013, cesó la comercialización del Gol Power G4, pasando a ser comercializada únicamente la tercera generación, con niveles de equipamiento Trendline y Confortline. 

### El Gol en México
A partir de 1998, la denominación Pointer fue empleada por Volkswagen (esta vez en México) para introducir en el mercado local el Volkswagen Gol de segunda generación (G2), procedente de Brasil y que se presentaba entonces por primera vez en el país. Hasta el año 2014, todos los ejemplares Gol comercializados en México, incluyendo el G2 y sus posteriores rediseños (G3 y G4), fueron vendidos bajo la denominación Volkswagen Pointer.
El lanzamiento en México a finales de 1997 del Gol G2 (rebautizado como Volkswagen Pointer) respondió a la estrategia de ofrecer al mercado mexicano una alternativa automotriz contemporánea, tanto en diseño como en mecánica, que contrastara con las características ya anacrónicas del Volkswagen Sedán, popularmente conocido como Escarabajo o Volcho y aún ampliamente utilizado en la época como taxi y vehículo urbano. Esta propuesta buscaba, además, posicionarse como un competidor directo del Opel Corsa “B”, que General Motors México comercializaba localmente bajo el nombre “Chevy”.
En 1998, la única versión disponible en México del Gol G2/Pointer correspondía a la configuración de tres puertas, equipada con un motor de 1.8 litros y 98 CV, asociado a una transmisión manual de cinco velocidades. Como opciones adicionales, ofrecía aire acondicionado y dirección hidráulica, disponibles a un costo suplementario.
En 1999, tras mostrar aceptación del modelo por parte del público mexicano, se efectuó un relanzamiento de la línea, bajo el nombre de "Pointer gama '99", añadiendo el resto de los integrantes de la gama Gol sudamericana: la versión Gol 5 puertas, la familiar Gol Country/Parati (nombrado localmente Pointer Station Wagon), y la pickup Saveiro (denominado Pointer Pickup). Se ofrecieron tres niveles de equipamiento: "Base", "Comfort" (con AC y dirección asistida) y "Lujo" (con elevalunas eléctricos, cierre centralizado a control remoto y rines de aluminio). 
En el año 2000 se presentó en México el Gol G3 (fuerte reestilización aplicada al G2), publicitando como "Nuevo Pointer 2000: Un signo de admiración". La gama se reorganizó bajo las versiones Pointer "Trendline" y "Comfortline" (para los hatch 3 y 5 puertas y la Wagon). Se integró a la gama la versión deportiva Pointer GTI, que portaba el motor 2.0 L 122 CV, además de otras características deportivas de serie como: rines de aluminio de 14”, frenos de disco en las 4 ruedas, asientos deportivos tapizados en color negro y Estéreo AM/FM/cassette.
En el año 2002 la versión de menor nivel de equipamiento se renombró como "Pointer City" (disponible sólo en 3 y 5 puertas). Estaba orientada al bajo costo o la venta masiva para flotillas, presentando pocos elementos de confort y terminados más económicos. Por ejemplo, los parachoques de esta versión venían en plástico negro mate, sin pintura al color de la carrocería (como sí presentaban las versiones Trendline y Comfortline). 
También en 2002 se presentó una edición especial "Pointer Wolfsburg Edition" disponible sólo para las versiones Station Wagon y Pick Up. Presentaba las siguientes características: rines de aluminio 14" diseño "Long Beach", vestiduras especiales, faros de doble proyector con bisel del color del auto. Se ofreció en los siguientes colores: Azul Mercato metálico, Arena metálico, Plata Reflex metálico y Gris Carbón metálico. 
A fines de 2005 se descontinuaron de la gama mexicana las versiones "GTI" y "Station Wagon", siendo esta última reemplazada en el año 2007 por la Volkswagen SportVan, modelo fabricado en Argentina y conocido en los mercados sudamericanos como Volkswagen Suran/SpaceFox, y que se trata de la versión familiar del también brasileño Volkswagen Fox.
En el año 2006, continuó en México la comercialización del Pointer a la par del rediseño en turno de la gama Gol brasileña (Gol G4, basado en los anteriores G2/G3 pero ahora mostrando un frontal al estilo del Volkswagen Fox de aquel período). A partir de ese año, la gama Pointer se ofreció solo en versiones hatchback 3 y 5 puertas junto a la Pointer Pickup. Los paquetes de equipamiento ofrecidos fueron:  "City", "Trendline", y "GT". Los "Trendline" y "GT" ofrecerían las siguientes características de serie: Desempañador y Limpiabrisas trasero, Estéreo AM/FM/CD, Aire Acondicionado, Volante de diseño de 4 brazos y rines de aluminio 14" para los GT (opcional en los Trendline). La versión City continuaba siendo la opción de bajo costo, careciendo de los elementos antes mencionados, montando llantas con rines de acero con cubrepolvos, en vez de rines de aleación.
En el año 2014, Volkswagen de México descartó el nombre "Pointer" al introducir en su gama  como un modelo totalmente nuevo a su sucesor: la nueva generación "Gol G5" (basada en la plataforma del Fox brasileño), unificándose con la gama sudamericana al designarlo con el mismo nombre "Gol" para efectos de comercialización.

### Motorizaciones

#### 1.6 AP-1600i
- Versión: City
- Cilindrada: 1596 cc
- Diámetro por carrera 81,0 x 77,4 mm
- Relación de compresión: 9,5:1
- Potencia: 89,0 CV a 5500 RPM
- Par motor: 13,4 mkg a 3000 RPM
- Sistema de Combustible: Inyección Monopunto CFI-D

#### 1.8 AP-1800i
- Versión: MI
- Cilindrada: 1781 cc
- Diámetro por carrera 81,0 x 86,4 mm
- Relación de compresión: 8,5:1
- Potencia: 98,6 CV a 5500 RPM
- Par motor: 14,5 mkg a 3000 RPM
- Sistema de Combustible: Inyección Multipunto EFI-D
- A/A
- D/H

#### 2.0 AP-2000i
- Versión: GTi
- Cilindrada: 1984 cc
- Diámetro por carrera 82,5 x 92,8 mm
- Relación de compresión: 10,0:1
- Potencia: 115,5 CV a 5600 RPM
- Par motor: 17,6 mkg a 5600 RPM
- Sistema de Combustible: Inyección Digital tipo EEC-IV con Múltiple Inyección
- Aceleración 0 a 100 km/h: 10,3 s
- Velocidad máxima: 195,3 km/h
- Distancia de frenado de 80 km/h a 0: 29 m
- Consumo: A 90 km/h: 6.5 litros y a 120 km/h: 8.0 litros, ambos consumo en ruta cada 100km. En ciudad se eleva a 12.9 litros. Niveles que se ubican en el medio de la tabla comparativa.
- Tanque de combustible con capacidad de 64 litros.
- Peso estimado: 1190 kg